# Blakistonia
Blakistonia es un género de arañas migalomorfas de la familia Idiopidae. Se encuentra en Australia. 

## Lista de especies
Según The World Spider Catalog 11.5:
- Blakistonia aurea Hogg, 1902
- Blakistonia exsiccata (Strand, 1907)
- Blakistonia rainbowi (Pulleine, 1919)